# Lușciîkî, Jovkva
Lușciîkî (în ucraineană Лущики) este un sat în comuna Bîșkiv din raionul Jovkva, regiunea Liov, Ucraina.

## Demografie
Componența lingvistică a localității Lușciîkî
     Ucraineană (99,21%)
     Alte limbi (0,79%)
Conform recensământului din 2001, majoritatea populației localității Lușciîkî era vorbitoare de ucraineană (99,21%), existând în minoritate și vorbitori de alte limbi.